# Rivière Bytham
 (février 2022).
Pour les articles homonymes, voir Bytham.

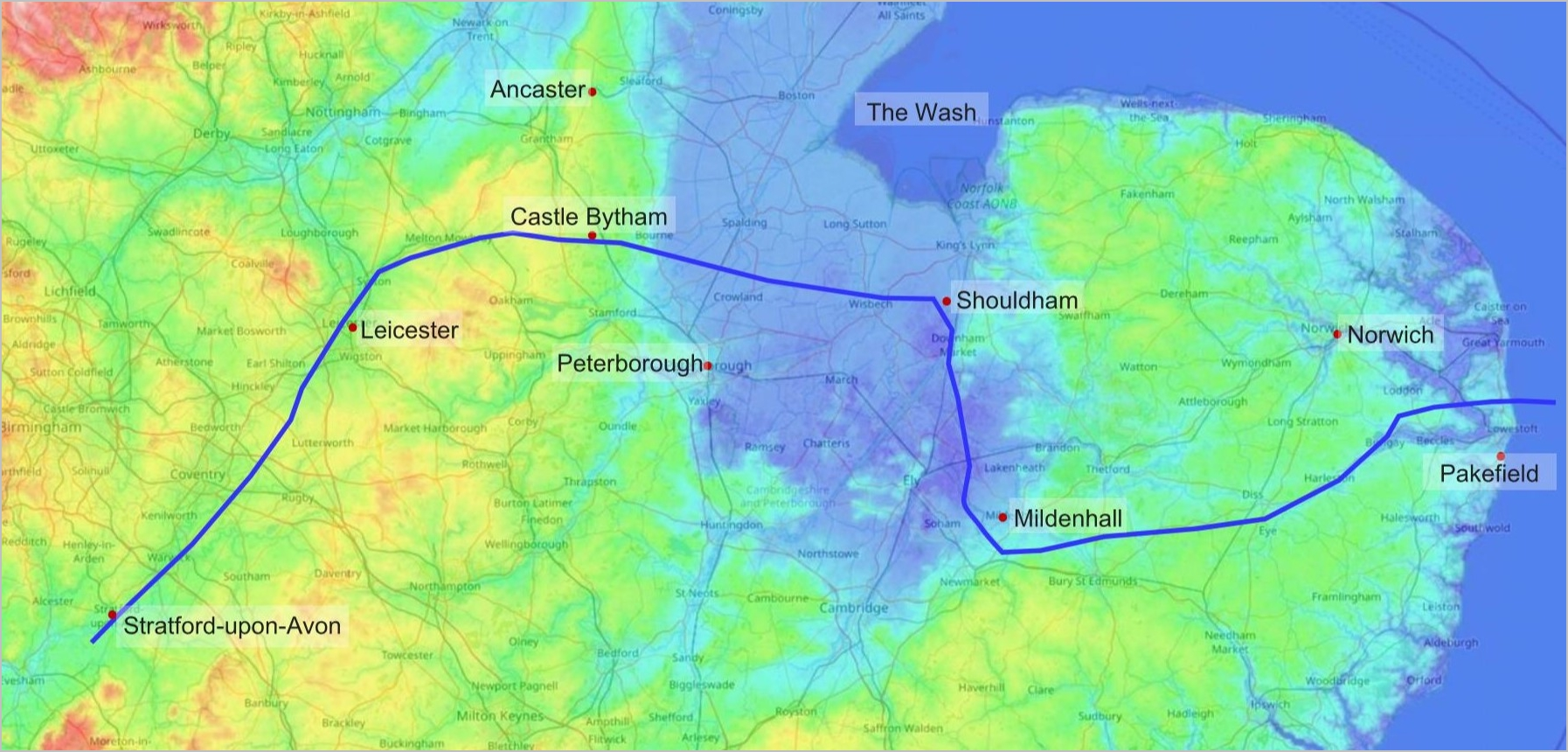
Route de la supposée rivière Bytham (Proceedings of the Geologists Association-2009)

La rivière Bytham était une grande rivière qui traversait le centre et l'est de l'Angleterre au Pléistocène moyen, jusqu'à ce qu'elle soit détruite par l'avancée des calottes glaciaires de la glaciation elstérienne, il y a environ 450 000 ans. Elle tire son nom du village de Castle Bytham, dans le Lincolnshire, premier site où son existence a été avancée.

## Description
Son bassin de captation comprenait le Worcestershire, le Warwickshire, l'Oxfordshire et le Derbyshire, et elle s'écoulait vers l'est à travers l'East Anglia jusqu'à la mer du Nord,,.
Cette rivière s'est formée il y a environ 450 000 ans, avec des sources situées près de l'actuel Reading, et s'écoulait vers le nord-est jusqu'à un delta situé entre l'actuel Happisburgh (prononcé Haysborough) et Norton Subcourse, dans l'East Anglia. À cette époque, le sud de l'Angleterre était relié à la France par voie terrestre, et les fleuves, dont le Rhin, s'écoulaient dans un lac formé dans la partie sud de l'actuelle mer du Nord, au bord de la calotte glaciaire.
« Alors que la rivière Bytham ralentissait au-delà de Warren Hill (près de Kettering) vers son delta sur ce qui est maintenant la côte de l'East Anglia, elle a déposé des sédiments sur la côte de l'immense baie faisant face au nord, où le Rhin aboutissait également. Les sites de Norton Subcourse, dans le Norfolk, et de Pakefield, juste de l'autre côté de la frontière dans le Suffolk, étaient probablement tous deux liés à la rivière Bytham, et ils témoignent d'une époque où le climat de la Grande-Bretagne était doux et méditerranéen, et où cette partie de l'East Anglia était une plaine estuarienne fertile. ».